# Alfredo B. Bonfil
Alfredo B. Bonfil är en ort i Mexiko.   Den ligger i kommunen Juárez och delstaten Chihuahua, i den norra delen av landet, 1 600 km nordväst om huvudstaden Mexico City. Alfredo B. Bonfil ligger 1 255 meter över havet och antalet invånare är 277.
Terrängen runt Alfredo B. Bonfil är platt åt nordväst, men åt sydost är den kuperad. Terrängen runt Alfredo B. Bonfil sluttar norrut. Runt Alfredo B. Bonfil är det tätbefolkat, med 493 invånare per kvadratkilometer. Närmaste större samhälle är Juárez, 10,5 km öster om Alfredo B. Bonfil. Omgivningarna runt Alfredo B. Bonfil är i huvudsak ett öppet busklandskap.